# Викулов, Владимир Степанович
Владимир Степанович Викулов (7 мая 1938 — 22 марта 2021) — генеральный директор объединения «Братскгэсстрой», бывший управляющий трестом «Запсибэнергострой». Герой Социалистического Труда (1990).

## Биография
Родился в городе Таре Омской области.
Окончил Свердловский горный институт в 1961 году, работал на строительстве Коршуновского ГОКа в Железногорске-Илимском: мастер, прораб, начальник строительно-монтажного управления, главный инженер, начальник строительства.
В 1978—1982 гг. — главный инженер Управления строительства Норильского горно-металлургического комбината.
В 1982—1988 гг. управляющий трестом «Запсибэнергострой» (г. Сургут). На строительстве Сургутской ГРЭС-2 добился рекордных темпов работ.
С 1988 по 2013 г. генеральный директор объединения (с 1993 г. ОАО) «Братскгэсстрой».
Умер 22 марта 2021 года после тяжёлой болезни.
Герой Социалистического Труда (1990). Награды: ордена «Знак Почёта» (1965), Октябрьской Революции (1969), Трудового Красного Знамени (1982).

### Семья
В последние годы жизни — на пенсии. Был женат. Двое детей: Ирина и Дмитрий. Проживал в г. Кисловодске. Три внука и внучка.

### Трудовой подвиг
Указом Президиума Верховного Совета от 14 августа 1990 года за высокие производственные достижения, большой вклад в строительство Сургутской ГРЭС-2 и проявленную трудовую доблесть бывшему управляющему трестом «Запсибэнергострой», ныне генеральному директору Государственного производственного объединения «Братскгэсстрой» Владимиру Степановичу Викулову присвоить звание Героя Социалистического Труда с вручением ордена Ленина и золотой медали «Серп и Молот»